# 1969年の政治
1969年の政治（1969ねんのせいじ）は、1969年（昭和44年）の政治分野に関する出来事について記述する。

## できごと

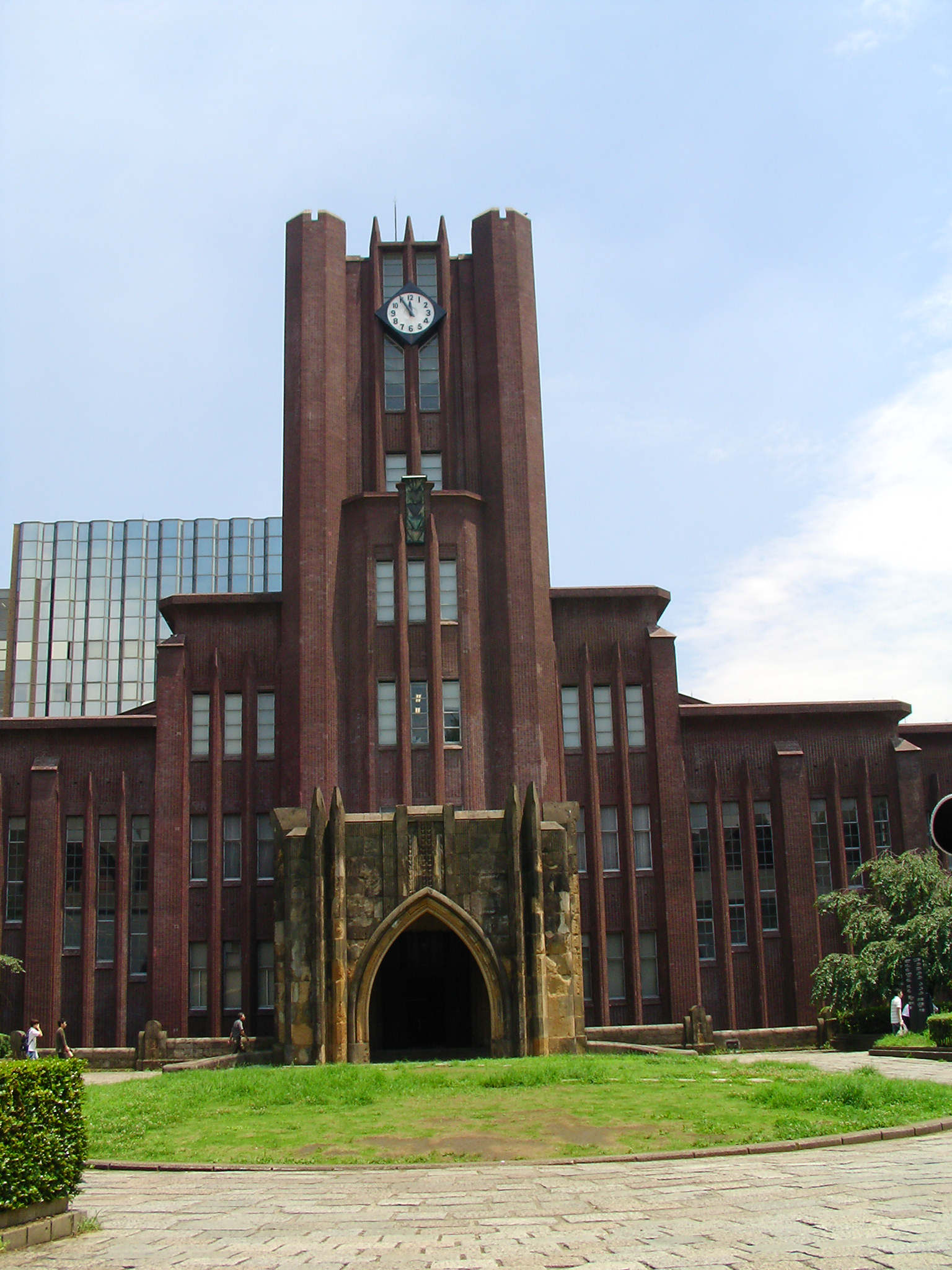
かつて警察と学生の間で攻防戦が行われた東京大学安田講堂

### 1月
- 1月1日
  - オランダで付加価値税導入。
  - チェコスロバキア、チェコとスロバキアを対等とする連邦制に移行。
- 1月3日 - 中国共産党新規約の草案が明らかになる。反ソ連路線、毛沢東の後継者に林彪指名。
- 1月10日 - スウェーデン、北ベトナムを承認。
- 1月11日 - 石田和外最高裁判所判事が第5代最高裁判所長官に就任。
- 1月16日 - チェコスロヴァキアの大学生ヤン・パラフがプラハのヴァーツラフ広場でワルシャワ条約機構軍の侵攻によるプラハの春圧殺に抗議して焼身自殺を図る。パラフは3日後に死去。
- 1月18日 - 19日にかけて東大安田講堂攻防戦。東大内での逮捕者は600名以上。
- 1月20日 - リチャード・ニクソン米大統領就任式。
- 1月25日 - 第1回ベトナム和平拡大パリ会談実質討議開始。

### 2月
- 2月1日 - ユーゴスラビア・ルーマニア首脳会談。内政不干渉を内容とする共同声明発表。
- 2月3日 - 東京の駐日アメリカ合衆国大使館構内に革マル派学生10人が乱入。全員逮捕される。
- 2月4日 - ヤセル・アラファト、PLO議長に就任する。
- 2月5日 - ロナルド・レーガン米カリフォルニア州知事、紛争中のカリフォルニア大学バークレー校に非常事態を宣言。
- 2月14日 - パキスタン全土で反政府ゼネスト。
- 2月20日 - ルーマニア、自国領内でのワルシャワ条約機構軍の軍事行動を禁止。
- 2月26日 - パキスタンでアユーブ・カーン大統領と野党指導者の円卓会議。ズルフィカル・ブット人民党党首は欠席。
- 2月28日 - ニクソン米大統領、訪仏。反米デモに迎えられる。

### 3月
- 3月2日 - 中ソ国境ウスリー川の珍宝島（ダマンスキー島）で中ソ両軍が衝突（中ソ国境紛争）。
- 3月10日 - 佐藤栄作首相、参議院予算委員会で沖縄返還に関し、「核抜き、米軍基地は本土並みに」と答弁。
- 3月17日 - イスラエルで、ゴルダ・メイア内閣成立。メイア首相は、スリランカのバンダラナイケ、インドのガンディーに次ぐ世界3番目の女性首相。
- 3月19日 - 文部省、自衛官の大学受験に対して受験を拒否することは違憲、違法と通達。
- 3月25日 - パキスタンでアユーブ・カーン大統領辞任。全権を委譲されたヤヒア・カーン陸軍総司令官は、全土に戒厳を宣告。
- 3月28日 - ストックホルムで行われたアイスホッケー世界選手権大会第2回戦でチェコスロバキアチームがソ連チームを4対3で破り勝利する。この試合がきっかけでチェコスロバキア全土で反ソデモが自然発生した。
- 3月29日 - フィリピンで新人民軍結成。

### 4月
- 4月2日 - チェコスロバキアで事前検閲制度復活。
- 4月3日 - クロアチアのドゥブロヴニクに向かっていたアメリカ空軍のCT-43がドゥブロヴニク空港（英語版）に着陸進入中に墜落。ロナウド・サーモン・ブラウン（英語版）アメリカ合衆国商務長官らを初めとする貿易使節団ら全員が死亡した。
- 4月14日 - 中国共産党九全大会で党規約改正案を採択。林彪を毛沢東の後継者と規定する。江青が党中央委員に選出される。
- 4月15日 - アメリカ偵察機EC121が日本海で北朝鮮の戦闘機に撃墜され乗員31名が死亡。
- 4月17日 - チェコスロバキア共産党、ドプチェク第一書記の辞任を承認。後継第一書記（後に書記長）はグスタフ・フサーク。
- 4月18日 - フィリピンで農民1万人デモ。
- 4月18日 - 皇太子妃美智子が紀宮清子内親王を出産する。
- 4月23日 - 南米5カ国が、ラプラタ川流域共同開発条約を締結。
- 4月27日 - 警視庁、本多延嘉革共同（中核派）書記長に破防法を適用し逮捕。
- 4月28日 - シャルル・ド・ゴールが上院・地方制度改革案を国民投票で否決されフランス大統領を辞任。

### 5月
- 5月2日 - フランツ・フォン・パーペン元ドイツ共和国首相死去。
- 5月8日 - 第16回ベトナム和平拡大パリ会談。
- 5月10日 - スタンズ米商務長官来日。愛知揆一外相、大平正芳通産相と繊維製品の対米輸出規制をめぐり会談。
- 5月13日 - マレーシアでマレー系住民と華僑が衝突。
- 5月14日 - ニクソン米大統領、ベトナム和平案を提案。
- 5月26日 - コロンビア、エクアドル、ボリビア、チリ、ペルーの5カ国がアンデス統合協定。
- 5月30日 - 西独、ハルシュタイン原則を放棄。
- 5月31日 - チェコスロバキア、2000語宣言に署名した者を追放。

### 6月
- 6月1日 - フランス大統領選挙第1回投票。ポンピドゥー44,14パーセント、ポエール23,38パーセント。決選投票にもつれ込む。
- 6月7日 - 世界共産党・労働者党会議でレオニード・ブレジネフソ連共産党書記長、中国を「マルクス・レーニン主義から転落」と批判。
- 6月8日 - ニクソン米大統領、ミッドウェー島でグエン・バン・チュー南ベトナム大統領と会談。8月末まで米軍2万5000人を撤退させると発表。
- 6月15日 - フランス大統領選挙決選投票でド・ゴール派のジョルジュ・ポンピドゥが当選する。
- 6月20日
  - ローデシアで国民投票。イギリスからの独立と白人優位体制の新憲法を承認。
  - ポンピドゥー、フランス大統領に就任。
- 6月23日 - インディラ・ガンディーインド首相が来日。
- 6月26日 - チリ、アメリカ資本の銅山を国有化。
- 6月15日 - マレーシア・クアラルンプールでマレー系住民とインド系住民の衝突事件。

### 7月
- 7月3日 - 日本、ジュネーブ軍縮委員会会議に初参加。
- 7月7日 - カナダで公用語法成立、英語・フランス語双方が公用語規定される。
- 7月8日 - 中ソ両軍、黒竜江（アムール川）の八岔島（ゴルジンスキー島）で武力衝突。
- 7月10日 - 同和対策事業特別措置法公布。
- 7月14日 - サッカー戦争: エルサルバドル軍がホンジュラスに侵攻。
- 7月15日 - ジョルジュ・ポンピドゥがフランス大統領に就任。
- 7月22日 - フランコスペイン総統、後継者にブルボン家のファン・カルロス王子を指名する。
- 7月25日 - リチャード・ニクソン米大統領がニクソン・ドクトリンを表明する。
- 7月31日 - ローマ教皇パウロ6世アフリカ歴訪（ローマ教皇のアフリカ訪問は史上初）。

### 8月
- 8月2日 - ニクソン米大統領、ルーマニアを訪問（現職のアメリカ大統領の社会主義国家訪問は史上初）。
- 8月3日 - 参議院本会議で『大学の運営に関する臨時措置法』が自由民主党の単独強行採決で可決、成立。
- 8月20日 - チェコスロバキアのプラハでソ連軍侵攻一周年の反ソデモ。当局により2000人が逮捕。

### 9月
- 9月1日 - リビアでカダフィ率いる青年将校団によるクーデター。
- 9月3日 - ホー・チ・ミン北ベトナム主席死去が発表（実際の死亡日は前日2日）。
- 9月23日 - 中国が第1回地下核実験を行う。

### 10月
- 10月6日 - 千葉県松戸市が「すぐやる課」を設置（発案者の松本清市長は「マツモトキヨシ」の創業者）。
- 10月20日 - 中ソ国境問題会談。
- 10月21日 - ヴィリー・ブラントが西独首相に選出される。

### 11月
- 11月4日 - アメリカニューヨーク市長選挙。ニューヨーク自由党 Liberal Party of New Yorkのジョン・リンゼイがベトナム戦争反対を訴え共和、民主両党を抑え当選。
- 11月15日 - ワシントンでベトナム反戦集会。25万人が参加。
- 11月17日
  - ヘルシンキで米ソ代表団会合。第一次戦略兵器制限交渉（SALT I）が始まる。
  - 佐藤首相訪米。21日沖縄の施政権を1972年中に返還することが決定。
- 11月24日 - 米ソ両国、核拡散防止条約を批准。

### 12月
- 12月22日 - インド国民会議派、反インディラ・ガンディー派全国委員会を開催。党分裂が決定的になる。
- 12月27日 - マレーシア・フィリピン国交回復。
- 12月27日 - 第32回衆議院議員総選挙投票。
  - 自由民主党288議席、日本社会党90議席、公明党47議席、民社党31議席、日本共産党14議席、無所属16議席（そのうち自民党は保守系無所属12名を追加公認し、300議席となった）。小沢一郎を始めとする四十四年組が初当選。
- 12月28日 - チェコスロバキアで党員証更新による粛党が本格化する。ドプチェク前第一書記はトルコ大使に左遷される。